# Sandra Cassel
Sandra Peabody, también conocida como Sandra Cassel (Providence, Rhode Island, 15 de junio de 1952) es una ex actriz, escritora y productora estadounidense. Dejo de actuar a mediados de los 70 actualmente es profesora de actuación,escritora y productora.

## Filmografía

### películas
| Año  | Título                     | Papel            | Notas                          |
| ---- | -------------------------- | ---------------- | ------------------------------ |
| 1970 | The Model Hunters          | June             | acreditada como Lydia Cassell  |
| 1971 | Love-In 1972               |                  |                                |
| 1972 | The Last House on the Left | Mari Collingwood | acreditada como Sandra Cassell |
| 1972 | Voices of Desire           | Anna Reed        | acreditada como Liyda Cassell  |
| 1973 | Filthiest Show in Town     | Olga             | acreditada como Sandra Cassel  |
| 1973 | Massage Parlor Murders     | Gwen             |                                |
| 1973 | The Legend of Boggy Creek  | Ella misma       |                                |
| 1974 | Legacy of Satan            | Cult Extra       |                                |
| 1975 | Teenage Hitchhikers        | Bird             |                                |

### Televisión
| Año       | Título             | Notas                |
| --------- | ------------------ | -------------------- |
| 1990-1995 | Where in the World | escritora/Productora |
| 2000-2007 | Zone In            | escritora/Productora |